# Рысвянка
Рысвянка (укр. Рисв'янка) — село в Белокриницкой сельской общине Ровненского района Ровненской области Украины.
Население по переписи 2001 года составляло 306 человек. Почтовый индекс — 35326. Телефонный код — 362. Код КОАТУУ — 5624689811.